# 李隆 (襄城伯)
李隆（1392年—1447年），字彦平，和州（今安徽省和县）人，明朝将领。李濬之子。
1406年（永乐四年）九月，李隆十五岁嗣封襄城伯。体格雄偉，有大将才略。明成祖遠征漠北，他随军出征，出奇策料敵，被成祖赞赏。成祖遷都北京，李隆奉命留守南京。1424年（永乐二十二年），明仁宗即位，命他驻守山海关，不久又回到南京继续留守。李隆喜欢读書、好写文章，議論事情侃侃而谈，清廉慎重守法，礼待敬愛士大夫。在南京十八年，前後受賜璽書二百封。李隆被召還北京，南京百姓流涙送他到江边。1440年（正統五年），入朝統率禁軍。1446年（正統十一年）巡察大同边境，明英宗賜他宝刀一把。任務完成归還，不殺一人。1447年（正統十二年）去世。

## 子
- 李珍（嗣爵，土木之变阵亡。追贈侯爵。諡悼僖，没有儿子）
- 李璉（容貌醜陋，没有嗣爵）
- 李瑾（兄长李珍去世后，嗣爵）